# Lawson Crouse
Lawson Crouse (Mount Brydges, Ontario, 23 de junio de 1997) es un jugador profesional canadiense de hockey sobre hielo que se desempeña en la posición de extremo izquierdo en Arizona Coyotes, equipo de la National Hockey League (NHL).

## Carrera
Fue seleccionado en la primera ronda en la NHL Entry Draft de 2015. En 2016 hizo su debut profesional con el equipo Arizona Coyotes, donde lleva jugando ocho temporadas.